# Schizanthus pinnatus
Schizanthus pinnatus es una especie de planta herbácea perteneciente a la familia de las solanáceas. Es originaria de Chile.

## Descripción
Se trata de una planta anual de 20 a 50 cm de altura, glanduloso-pubescente, con hojas pinatisectas de 2,5 a 3 cm de largo, dividida en 6 a 8 pares de segmentos oblongo-lineales, enteros o partidos. Las flores son blancas, rosadas o violáceas, de 2 a 3 cm de diámetro, dispuestas en inflorescencias paniculadas, a veces dicotómicas. El fruto es una cápsula globosa de más o menos 5 mm de largo. Oriunda de Chile, también se la cultiva como ornamental. Se la conoce popularmente como "mariposita" o "mariposita blanca".

## Taxonomía
Schizanthus pinnatus fue descrita por Hipólito Ruiz López y José Antonio Pavón y Jiménez y publicado en  Flora Peruviana 1: 13, pl. 17, en el año 1798.
Sinonimia
- Schizanthus tenuis Phil.[3]